# Рубилов, Владислав Александрович
Валадислав Александрович Рубилов (24 января 1929 года, Юрьевец, Ивановская промышленная область, СССР — 29 октября 2013 года, Иваново, Ивановская область, Россия) — советский футболист, параллельно игравший в хоккей с мячом и шайбой.

## Биография
Воспитанник ивановской секции «Динамо». В 1946 году начал свою взрослую карьеру в команде мастеров «Спартак» (Иваново). Вскоре был призван в армию, где выступал за горьковский «Дом офицеров».
В 1953 году Рубилов был зачислен в горьковское «Торпедо», которое выступало в классе «Б». По итогам сезона «черно-белые» заняли 2-е место и пробились в элиту советского футбола. В том первенстве Рубилов принял участие в 11 из 20 поединков команды. По итогам сезона игроки выполнили норматив Мастеров спорта СССР, однако тогда это звание вручалось только футболистам команды-победительницы класса «Б».
Из-за семейных обстоятельств Владислав Рубилов не остался в «Торпедо» в классе «А», и вернулся на родину. Там тренер Андро Жордания пригласил его в «Красное Знамя». В скором времени футболист стал капитаном команды, которая тогда успешно выступала в классе «Б». В 1957 году Рубилов вместе со своими партнерами дошёл до 1/16 финала Кубка СССР. На этой стадии ивановцы на своем поле в упорной борьбе уступили московскому «Торпедо» (0:2). В 1958 году «Красное Знамя» была переименована в «Текстильщик». По окончании сезона в 1961 году защитник завершил свою карьеру. Всего в классе «Б» советского футбола Владислав Рубилов провел 190 игр и забил 4 мяча.
Параллельно футболу, зимой он занимался хоккеем. Долгие годы Рубилов выступал за ивановские ледовые команды «Динамо», «Спартак» и «Труд», в то время выступавшие в классе «Б» советского первенства. Рубилов играл под руководством известного хоккейного специалиста Николая Эпштейна, который некоторое время работал в Иванове. Сезон 1952/53 провел в классе «А» чемпионата СССР по хоккею с шайбой за горьковское «Торпедо».
После завершения карьеры Владислав Александрович долгое время возглавлял ивановский хоккейный клуб «Труд». При нём эта команда выступала во втором эшелоне советского первенства по хоккею с мячом. Во многом, благодаря его усилиям в 1965 году в Иванове проходил Чемпионат мира по хоккею с мячом.
Затем специалист переключился на хоккей с шайбой. В период 1970-80-х годов он руководил ивановской командой «Автомобилист». Под его руководством коллектив становился победителем зональных соревнований «Центр РСФСР» и в течение 15 лет становился чемпионом Ивановской области по хоккею с шайбой.
На пенсии Владислав Рубилов продолжал вести активный образ жизни. В 2001 году он вошёл в символическую сборную «Текстильщика» XX века. Бывший спортсмен часто принимал участие на встречах бывших и нынешних футболистов команды. Долгое время Рубилов оставался старейшим ветераном футбола в Иванове.
Скончался 29 октября 2013 года в Иванове. Был похоронен на кладбище «Балино».